# 3452 Гоук
3452 Гоук (3452 Hawke) — астероїд головного поясу, відкритий 17 липня 1980 року.
Тіссеранів параметр щодо Юпітера — 3,608.